# 恋があぶない
「恋があぶない」（こいがあぶない）は、ずうとるびの4枚目のシングル。
1975年3月25日にエレックレコードから発売された。

## 解説
- 作詞は2枚目のシングル『恋のパピプペポ』から3作連続となった岡田冨美子、作曲も『恋のパピプペポ』から3作連続となった佐瀬寿一。
- アルバム「ずうとるびサード 恋があぶない」と同時発売。
- ずうとるび最大のヒット曲となった。
- 1976年に台湾の女優、鳳飛飛(フォン・フェイフェイ)にカバーされた。翌年1977年に劉文正もカバーしている。

## 収録曲
A面
- 恋があぶない（作詞：岡田冨美子、作曲：佐瀬寿一）

B面
- はばたけ僕の翼よ（作詞・作曲：山田隆夫）